# Фантазм 3: Повелитель мёртвых
«Фантазм 3: Повелитель мёртвых» (англ. Phantasm III: Lord of the Dead) — американский фильм ужасов режиссёра Дона Коскарелли. Продолжение фильма «Фантазм 2» и 3 часть одноимённой серии фильмов. Фильм заметно отличается от двух предыдущих серий, впервые концентрируясь на целях и мотивах Высокого. К своим ролям вернулись основные исполнители: А. Майкл Болдуин в роли Майка, Реджи Бэннистер в роли Реджи, Билл Торнбери в роли Джоди, а также Ангус Скримм в роли Высокого человека.

## Сюжет
Сюжет стартует с финала предыдущего фильма. Девушка Алхимия выбрасывает Реджи из машины, но он остаётся жив (хотя в финале предыдущего фильма он явно погибал). Машина с Лиз и Майком взрывается, но обоим удаётся вовремя выбраться из неё. Реджи не успевает спасти Лиз — карлик убивает её и съедает ей лицо. Расправившись с ним, Реджи и Майк пытаются уйти, но тут появляется Высокий Человек. Он требует отдать ему Майка, на что Реджи угрожает взорвать их обоих гранатой. Неожиданно Высокий отступает и говорит напоследок: «Он нужен мне целым. Я подожду…».
Проходит четыре года. Майк находится в коме и видит странный сон, в котором он идёт к яркому свету, где его встречает давно погибший брат Джоди. Он просит Майка быть осторожнее и вернуться в наш мир. Когда Майк, очарованный светом, приближается к нему, дорогу ему преграждает Высокий, произнося своё коронное «Мальчик!».
Майк просыпается в палате. Внезапно медсестра набрасывается на него, но тут появляется Реджи. Он убивает медсестру, из её головы появляется сфера и улетает прочь.
Майк и Реджи приезжают к Реджи домой, где встречают Джоди. Он говорит, что вернулся лишь на время — его разум заточён в один из шаров Высокого, который вот-вот настигнет героев. Реджи настроен скептически, но тут и правда появляется Высокий. Шар с Джоди пытается его задержать, но тщетно. От сильного удара Реджи теряет сознание, и Майк вынужден сдаться Высокому.
Придя в себя уже утром, Реджи решает разыскать Майка. Он вооружается и отправляется в путь, по следам Высокого. Он прибывает в заброшенный городок Холтсвиль, в котором произошла утечка токсических отходов, отчего жители покинули свои дома. На самом деле город опустошил Высокий и его слуги.
Осматриваясь на улице, Реджи сталкивается с бандой мародёров. Они скручивают Реджи и бросают в багажник собственной машины. Через некоторое время банда решает разграбить приглянувшийся им дом, но неожиданно сталкивается с его маленьким защитником — подростком Тимом. Используя различные ловушки, он убивает мародёров и освобождает Реджи.
Закопав трупы, Тим и Реджи ночуют в доме, чтобы позже отправиться в безопасное место. Тим рассказывает, что его родителей убил Высокий, а мальчику лишь чудом удалось выжить. Утром друзья видят, что могилы мародёров разрыты и пропал их розовый «Кадиллак» — видимо, ищейки Высокого выкопали и украли трупы ночью.
По дороге Реджи решает оставить мальчишку с большой группой сирот из Холтсвиля, а самому направиться на кладбище. Однако Тиму удаётся незаметно спрятаться в багажнике машины. Приехав на кладбище, Реджи оказывается в руках двух чернокожих девушек. Неожиданно появляется летающая сфера и убивает одну из них. Когда ситуация становится смертельно опасной, появляется Тим и метким выстрелом уничтожает сферу. Все трое решают держаться вместе и отправляются в дальнейший путь.
Остановившись на ночлег в мотеле, Реджи пытается подкатить к Роки, для чего просит Тима переночевать в машине. Однако Роки удаётся его перехитрить, и Реджи проводит всю ночь прикованным к постели.
Следующей остановкой для друзей становится городок Болтон, уничтоженный сибирской язвой. Город брошен, но друзья видят дюжину катафалков, очевидно, принадлежащих Высокому. Приблизиться к ним не удаётся — появляется группа могильщиков, и друзьям приходится спасаться бегством.
Остановившись в пустыне, они решают заночевать у костра, где Реджи в очередной раз безуспешно пытается добиться взаимности у Роки. Уснув, он видит эротический сон с её участием, который прерывает Джоди. Он отводит Реджи в странное сюрреалистическое место, где заперт Майк. Вдвоём им удаётся освободить его и выбраться в реальный мир. Их едва не настигает Высокий, но Реджи вовремя вспоминает, как он закрыл портал в прошлый раз. Портал закрывается, отрезав Высокому руки. Они превращаются в странных монстров, которые нападают на Реджи, однако друзьям удаётся быстро убить их.
Вся четвёрка решает отправиться к старинному готическому моргу, но в пути их догоняет розовый «Кадиллак». Внутри оказываются зомби тех самых мародёров, которые атакуют автомобиль Реджи. Друзьям удаётся сбить автомобиль с дороги и тот взрывается.
Добравшись до мавзолея, герои обнаруживают тут лабораторию Высокого с громадной бочкой жидкого азота, в котором заморожены «его» головы. Майк вспоминает, как когда-то видел Высокого, застывшего перед холодильником с мороженым, и понимает, что его можно одолеть с помощью холода. Друзья решают передохнуть здесь.
Майк засыпает и видит сон, в котором Джоди показывает ему, что именно задумал Высокий. Он похищает трупы с кладбищ для того, чтобы сделать из них армию своих рабов и с их помощью захватывать новые измерения. Часть мозга он удаляет и помещает в серебряные сферы, превращая их в безжалостных убийц. Отдых прерывают зомби мародёров, и Реджи чуть было не погибает, но его вовремя спасает Роки, уничтожив девушку-зомби.
Тем временем Высокий человек хватает Майка и Тима, однако Джоди помогает последнему сбежать. Объединившись с Роки и Реджи, они уничтожают оставшихся зомби. Друзья спешат на помощь к Майку, но Высокий уже начал свою жуткую процедуру, пытаясь превратить Майка в одного из своих слуг. Роки окунает в азот длинный багор, которым они с Реджи протыкают Высокого и заталкивают в холодильник для трупов. От холода его тело быстро рассыпается, и из головы вылетает тот самый серебряный шар. Он преследует Тима и Роки, пока Майк приходит в себя. Он замечает, что у него теперь жёлтая кровь, а в ране на голове виден металлический шар.
Реджи удаётся поймать шар и утопить его в цистерне с азотом, когда появляется Майк. Его глаза стали тёмными, а кожа бледной. Несмотря на все старания Реджи, Майк убегает в неизвестном направлении. Джоди следует за ним. Роки тоже говорит, что устала от всего этого и прощается с друзьями. Сев в катафалк, она уезжает. Реджи и Тим решают очистить мавзолей от сил зла вдвоём. Войдя внутрь, они оказываются в ловушке — сотни серебряных шаров прижимают Реджи к стене. Он просит Тима бежать, потому что для него всё кончено. Неожиданно в комнате появляется Высокий и говорит, что ещё ничего не кончено. В ту же секунду чьи-то руки вытаскивают Тима через окно…

## В ролях
- А. Майкл Болдуин — Майкл (Майк) Пирсон
- Реджи Бэннистер — Реджи
- Билл Торнбери — Джоди Пирсон
- Глория Линн Генри — Роки
- Кевин Коннорс — Тим
- Ангус Скримм — Высокий Человек

## Факты
- Компания Universal отказалась участвовать в производстве третьего фильма после не очень хороших кассовых сборов второй части и больше не ограничивала режиссёра в выборе актёров. Дон Коскарелли отдал роль Майкла Пирсона Майклу Болдуину, который спустя 15 лет смог вернуться к своему персонажу, которого он играл в первом фильме.
- Кэти Лестер, игравшая в первом фильме, появилась в продолжении в камео медсестры.
- В конце фильма можно увидеть несколько изменённое стандартное предупреждение, в котором присутствуют слова: «Любое совпадение с реальными событиями и людьми, живыми, мертвыми или не-мертвыми, является случайным». В дополнение к судебному разбирательству нарушители авторского права также попадают под «гнев Верзилы».
- Съёмки третьей части были начаты в конце 1992 года, а на экраны фильм вышел только в 1994 году.

## Награды и номинации
- В 1995 году фильм был номинирован на премию «Сатурн» в категории «Лучшее видеоиздание».